# Kristna sällskapet
Kristna sällskapet, the Christian Association, bildades 1808 i Washington, Pennsylvania av de kristna reformatorerna Thomas och Alexander Campbell.
Denna grupp bildade församlingen i Brush Run, som 1815 gick upp i den närbelägna baptistföreningen. Man kom dock till olika slutsatser i vissa lärofrågor och bröt 1830 alla formella band med baptisterna, varefter man bara kallade sig för "Lärjungar". 
Denna grupp var en del av det som senare kom att kallas Stone-Campbells reformationsrörelse.